# Müllers Pakkhús
Müllers Pakkhús er et tidligere pakhus i Tórshavn, opført af skibsrederen og købmanden Søren E. Müller i slutningen af 1800-tallet. Bygningen blev i 1968 købt af kommunen og benyttes som koncert- og udstillingslokale.